# Harpagocythere baileyi
Harpagocythere baileyi är en kräftdjursart som beskrevs av Hobbs och Peters 1977. Harpagocythere baileyi ingår i släktet Harpagocythere och familjen Entocytheridae. Inga underarter finns listade i Catalogue of Life.